# Capcom Production Studio 2
 (avril 2020).
Si vous disposez d'ouvrages ou d'articles de référence ou si vous connaissez des sites web de qualité traitant du thème abordé ici, merci de compléter l'article en donnant les références utiles à sa vérifiabilité et en les liant à la section « Notes et références ».
Capcom Production Studio 2 est un studio de développement japonais de jeux vidéo, et le second studio de développement interne de la société Capcom.
Le studio a développé plusieurs titres connus des franchises Mega Man Battle Network, Onimusha ou encore Mega Man Star Force.

## Jeux développés
| Titre                                                 | Date de Sortie | Plates-formes       |
| ----------------------------------------------------- | -------------- | ------------------- |
| Mega Man Legends                                      | 1998           | PC, PlayStation     |
| Mega Man Legends 2                                    | 2000           | PlayStation         |
| Mega Man Battle Network                               | 2001           | Game Boy Advance    |
| Onimusha: Warlords                                    | 2001           | PlayStation 2       |
| Mega Man Battle Network 2                             | 2002           | Game Boy Advance    |
| Mega Man Zero                                         | 2002           | Game Boy Advance    |
| Onimusha 2: Samurai's Destiny                         | 2002           | PlayStation 2       |
| Genma Onimusha                                        | 2002           | PlayStation 2       |
| Mega Man Battle Network 3                             | 2003           | Game Boy Advance    |
| Mega Man Network Transmission                         | 2003           | GameCube            |
| Hyper Street Fighter II: The Anniversary Edition      | 2003           | PlayStation 2       |
| Mega Man Battle Chip Challenge                        | 2004           | Game Boy Advance    |
| Mega Man Battle Network 4                             | 2004           | Game Boy Advance    |
| The Legend of Zelda: Four Swords Adventures           | 2004           | GameCube            |
| Onimusha 3: Demon Siege                               | 2004           | PC, PlayStation 2   |
| Capcom Fighting Jam                                   | 2004           | PlayStation 2, Xbox |
| Mega Man Anniversary Collection                       | 2004           | PlayStation 2, Xbox |
| Onimusha: Blade Warriors                              | 2004           | PlayStation 2       |
| Street Fighter: Anniversary Collection                | 2004           | PlayStation 2       |
| Street Fighter III: 3rd Strike - Fight for the Future | 2004           | PlayStation 2       |
| Mega Man Battle Network 5                             | 2005           | Game Boy Advance    |
| Shadow of Rome                                        | 2005           | PlayStation 2       |
| Mega Man Star Force                                   | 2007           | Nintendo DS         |
| Mega Man Star Force 2                                 | 2008           | Nintendo DS         |